# Arresø
Arresø este o arie protejată (arie de protecție specială avifaunistică — SPA) din Danemarca întinsă pe o suprafață de 4.595 ha, integral pe uscat.

## Localizare
Centrul sitului Arresø este situat la coordonatele 55°58′55″N 12°06′18″E / 55.981944°N 12.105°E.

## Înființare
Situl Arresø a fost declarat arie de protecție specială avifaunistică în mai 1983 pentru a proteja 9 specii de animale.

## Biodiversitate
Situată în ecoregiunea continentală, aria protejată nu include niciun habitat protejat.
La baza desemnării sitului se află mai multe specii protejate de  păsări (9): pescăruș albastru (Alcedo atthis), buhai de baltă (Botaurus stellaris), erete de stuf (Circus aeruginosus), șoim călător (Falco peregrinus), codalb (Haliaeetus albicilla), sfrâncioc roșiatic (Lanius collurio), ferestraș mic (Mergus albellus), ferestrașul mare (Mergus merganser), vultur pescar (Pandion haliaetus).